# لو كوتيديان دوران (صحيفة)
لو كوتيديان دوران (بالفرنسية: Le Quotidien d'Oran)‏ وتعني يومية وهران هي يومية جزائرية عامة تصدر باللغة الفرنسية.

## تأسيس
صدر العدد الأول للجريدة بتاريخ 14 ديسمبر 1994. تأسست من قبل مجموعة من المواطنين.

## تصميم الشعار
صمم شعار لو كوتيديان دوران على يد بريكسي ثاني عبد المجيد.

## الموقع
لو كوتيديان دوران يملك موقعه الخاص، لكن على عكس العديد من منافسيها الصحيفة ليس لها وجود على الشبكات الإجتماعية مثل الفيسبوك أو تويتر.

## وصلات خارجية
- الموقع الرسمي لجريدة لو كوتيديان دوران